# Stéphane Ashpool
Stéphane Ashpool (né le 19 avril 1982, dans le quartier de Pigalle, dans le IXe arrondissement de Paris) est le créateur du label de prêt-à-porter masculin Pigalle Paris, en 2008 et le leader du collectif Pain O Chokolat, en 2005.

## Biographie
Fils d'une danseuse et d'un marchand de meubles ou d'un sculpteur . Il se lance dans la mode et démarre avec une petite boutique rue Henry Monnier, à Pigalle, ses t-shirts se vendent essentiellement sur la rive droite. En 2015, l’Association nationale pour le développement des arts de la mode (ANDAM) lui décerne une dotation de 250 000 euros,. Le rappeur A$AP Rocky  porte de temps en temps ses t-shirts. Pour les JO 2024 à Paris, Le Coq sportif lui fait superviser 1 500 tenues afin d'équiper les athlètes suivant le cahier des charges du Comité olympique.